# Jordbävningarna i Nahanni 1985
Jordbävningarna i Nahanni 1985 var en serie jordbävningar i Nahanniregionen i Northwest Territories, Kanada 1985. Det största skalvet kom den 23 december 1985, och nådde 6,9 på momentmagnitudskalan. Det var en av de större jordbävningarna i Kanada under 1900-talet.
Jordbävningarna följdes av en lång serie efterskalv och stöter. Den förvånade både allmänheten, och seismologer och kändes ända bort till Yukon, Alberta, Saskatchewan, British Columbia och även i Alaska, USA.

### Fotnoter
1. 1 2 3 4  Natural Resources Canada: Rock and Roll in the N.W.T.: The 1985 Nahanni Earthquakes Arkiverad 10 februari 2009 hämtat från the Wayback Machine.
2. ↑  Natural Resources of Canada: Significant Earthquakes in Canada Arkiverad 13 oktober 2008 hämtat från the Wayback Machine.